# 中央大学・明星大学駅

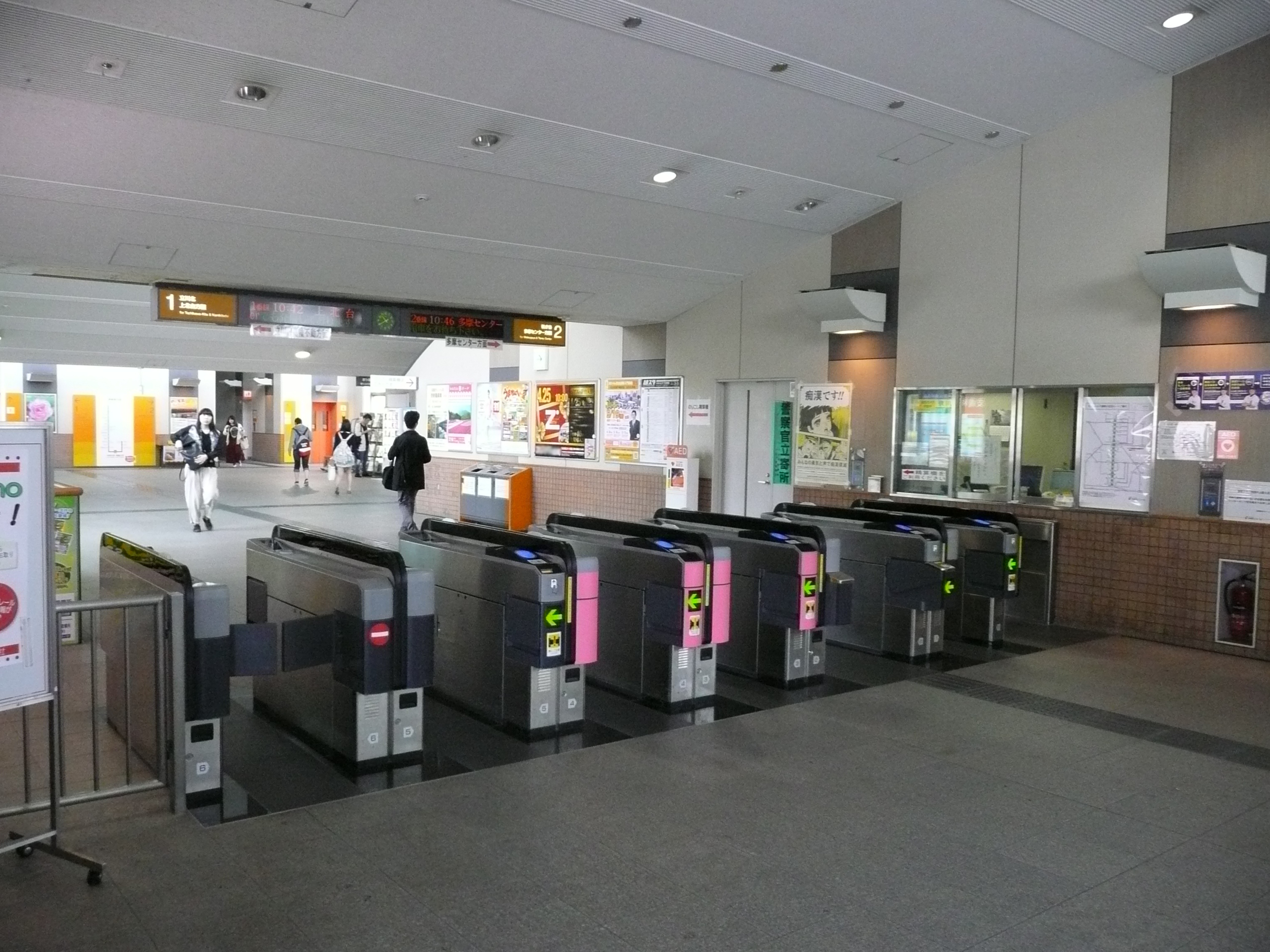
改札口（2014年4月）

中央大学・明星大学駅（ちゅうおうだいがく・めいせいだいがくえき）は、東京都八王子市東中野にある多摩都市モノレール線の駅。周辺にある中央大学多摩キャンパスと明星大学日野キャンパスに由来する。駅番号はTT04。

## 歴史
- 2000年（平成12年）1月10日：立川北 - 多摩センター間延伸に伴い、当駅が開業。

## 駅構造
2面2線の相対式ホームを持つ地上駅。橋上駅舎で、駅西側はペデストリアンデッキで中央大学、東側は歩道と学内エスカレータ「Starway」で明星大学の校舎と直結している。同線の駅では唯一、ホームの上に駅舎がかかっている。当駅を多摩センター方面に向かって路線が下り坂になっている。
大学最寄り駅のため通学時間帯の列車到着前後は非常に混雑する。自動改札の数は多摩都市モノレールの他駅と比較すると多い方だが、（一機分だけ両方行に一方通行）それでもラッシュ時の混雑解消にはなっていない。開業当初よりも、自動改札機を1機増やしたほか、階段やエスカレータ下の倉庫スペースを撤去してホームを拡張している。改札外にセブンイレブン中央大学・明星大学駅店（元ファミリーマート）がある。

### のりば
| 番線 | 路線                 | 行先             |
| ---- | -------------------- | ---------------- |
| 1    | 多摩都市モノレール線 | 上北台方面       |
| 2    | 多摩都市モノレール線 | 多摩センター方面 |

## 利用状況
2022年度の1日平均乗車人員は14,614人である。多摩都市モノレールの乗り換えのない駅では最も多い。なお、2020年度は新型コロナウイルス感染症（COVID-19）の流行による影響で大学へ直接通う学生が減少したため、2019年と比べて大きく下がった。
開業以来の1日平均乗車人員推移は下記の通り。
| 年度               | 1日平均 乗車人員 | 1日平均 乗降人員 | 出典       |
| ------------------ | ---------------- | ---------------- | ---------- |
| 1999年（平成11年） | 3,067            | 6,826            | [ モノ 2 ] |
| 2000年（平成12年） | 9,287            | 19,037           | [ モノ 2 ] |
| 2001年（平成13年） | 11,159           | 22,726           | [ モノ 2 ] |
| 2002年（平成14年） | 11,943           | 24,203           | [ モノ 2 ] |
| 2003年（平成15年） | 13,039           | 26,403           | [ モノ 2 ] |
| 2004年（平成16年） | 12,933           | 26,167           | [ モノ 2 ] |
| 2005年（平成17年） | 12,949           | 26,189           | [ モノ 2 ] |
| 2006年（平成18年） | 13,068           | 26,466           | [ モノ 2 ] |
| 2007年（平成19年） | 14,024           | 28,267           | [ モノ 2 ] |
| 2008年（平成20年） | 14,981           | 30,086           | [ モノ 2 ] |
| 2009年（平成21年） | 15,242           | 30,594           | [ モノ 2 ] |
| 2010年（平成22年） | 15,876           | 31,887           | [ モノ 2 ] |
| 2011年（平成23年） | 16,005           | 32,111           | [ モノ 2 ] |
| 2012年（平成24年） | 16,505           | 33,118           | [ モノ 2 ] |
| 2013年（平成25年） | 17,279           | 34,698           | [ モノ 2 ] |
| 2014年（平成26年） | 17,108           | 34,326           | [ モノ 2 ] |
| 2015年（平成27年） | 17,598           | 35,342           | [ モノ 2 ] |
| 2016年（平成28年） | 17,639           | 35,461           | [ モノ 2 ] |
| 2017年（平成29年） | 17,367           | 34,933           | [ モノ 3 ] |
| 2018年（平成30年） | 17,283           | 34,769           | [ モノ 4 ] |
| 2019年（令和元年） | 16,750           | 33,675           | [ モノ 5 ] |
| 2020年（令和02年） | 2,911            | 5,917            | [ モノ 6 ] |
| 2021年（令和03年） | 7,378            | 14,887           | [ モノ 1 ] |
| 2022年（令和04年） | 14,614           | 29,320           | [ モノ 1 ] |

## 駅名決定の経緯
当駅は「大学」が2つも含まれている珍しい駅名であるが、そのような奇妙な駅名となったのには以下のような経緯がある。
開業前は周辺地名から採った「東中野駅」を仮名称として計画されていたが、JR中央・総武線に既に東中野駅が存在していたことにより却下となり、新名称が検討された。
新駅名称を自治会および中央大学が「中央大学駅」を、明星大学が「明星大学駅」をそれぞれ主張し、地元議員・周辺自治会を巻き込んだ陳情が行われ、また一部には地名の東中野を含めてほしいという意見もあった。駅名の選定にあたっては多摩都市モノレールの役員でもあった八王子市長の意見が参考にされ、自治会・中央大学側と明星大学側に併記する妥協案を提出された。当初は「中央大学」に決まりかけたものの、多摩都市モノレールの軌道およびそれに付随する側道はいずれも明星大学日野キャンパスのグラウンドの一部を利用した用地であった事も無視できず、当初の駅名および自治会の意見が多かった中央大学を先に持ってくることで一応の決着を見た。
しかし利用者の間では「中央大学駅」「中大駅」と略されることが多く、駅周辺に教室を構える資格予備校も中大校・中大駅前校と称する例が多い。反対に明星大学側は「明星大学駅」「明星大駅」と言うことが多い。また、双方で「中明（ちゅうめい）」と称される場合もある。その一方で、中央大学の学生及び関係者の間では「中大明星」という呼称が一般的である。

## 駅周辺

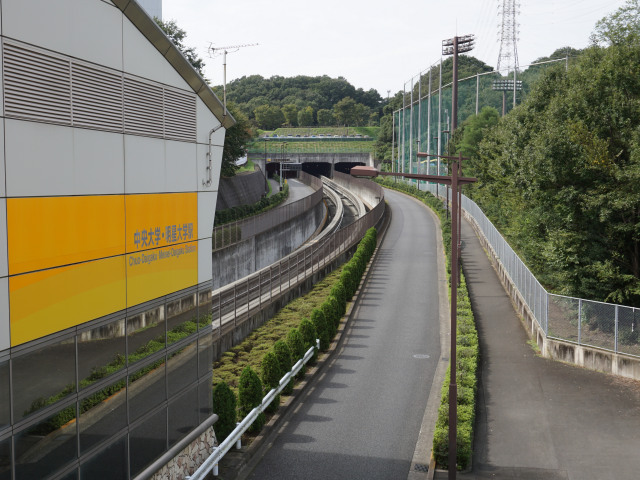
駅付近

モノレールと並行する多摩モノレール通り（東京都道156号町田日野線）は、当駅および多摩動物公園駅の周辺部分は長らく道路整備が行われていたため全通しなかったが、2008年（平成20年）4月26日に開通し、これにより同都道が全通した。
- 中央大学多摩キャンパス
- 明星大学日野キャンパス
- 帝京大学八王子キャンパス
- ウエルシア薬局八王子東中野店

## バス路線
当駅より西寄りのトンネルの先に「中央大学」停留所（徒歩10分）が存在する。モノレールの側道にはバス路線が運行していなかったが、2015年（平成27年）4月から多18（多摩センター駅 - 明星大学・大塚団地循環）が運行を開始し、駅近隣に「明星大学南」停留所が設置された。すべて京王電鉄バスによる運行である。
ちなみに明星大学南から多摩センター駅まではモノレールよりもバスの方が運賃は安いが、運行本数は少ない。

### 中央大学（徒歩10分）
- 豊32・豊33：豊田駅南口
- 豊32・豊33：多摩センター駅
- 多13：多摩センター駅（早朝1便のみ）

### 明星大学南（徒歩2分）
- 豊33・多18：多摩センター駅

### 中大隧道（徒歩3分）
- 豊33：豊田駅南口
- 多18：多摩センター駅

## 隣の駅
多摩都市モノレール
 多摩都市モノレール線
多摩動物公園駅 (TT05) - 中央大学・明星大学駅 (TT04) - 大塚・帝京大学駅 (TT03)